# Mashiko
Mashiko (益子町 Mashiko-machi?) es un pueblo en la prefectura de Tochigi, Japón, localizado en la parte central de la isla de Honshū, en la región de Kantō. El 1 de marzo de 2021 tenía una población estimada de 21 621 habitantes y una densidad de población de 242 personas por km².

## Geografía
Mashiko se encuentra en el extremo sureste de la prefectura de Tochigi, al norte de la llanura de Kantō, bordeada al sur por la prefectura de Ibaraki. El río Kokai fluye de norte a sur en el lado oeste del pueblo.

## Historia
Mashiko se desarrolló como una ciudad fortificada en el período Nara. Durante el período Edo, fue un exclave del dominio Kurohane de Nasu. Después de la restauración Meiji, el 1 de abril de 1889 se crearon las aldeas Mashiko, Nanai y Tano dentro el distrito de Haga. Mashiko fue elevada al estatus de pueblo el 1 de marzo de 1895 y absorbió las villas de Nanai y Tano el 1 de junio de 1954.

## Demografía
Según los datos del censo japonés, la población de Mashiko alcanzó su pico en la década del 2000 y luego comenzó ha disminuir lentamente.
| Gráfica de evolución demográfica de Mashiko entre 1940 y 2015 |
|                                                               |
| Oficina de Estadísticas de Japón                              |